# بورخر
بورخر هي بلدة هولندية بمقاطعة درينته. وهي جزء من بلدية بورخر- أودورن، وتقع حوالي 18 كم شرق بلدية أسن.

حتى عام 1998 كانت بورخر بلدية.